# Дворецкий сельсовет (Красноярский край)
Дворецкий сельсовет — муниципальное образование (сельское поселение) и административно-территориальная единица в составе Кежемского района, существовавшие до 2014 года.
Законом Красноярского края от 20 марта 2014 года № 6-2189 муниципальное образование Дворецкий сельсовет упразднено с передачей в межселенную территорию.
Законом Красноярского края от 20 марта 2014 года № 6-2191 административно-территориальная единица Дворецкий сельсовет упразднена.

## Население
| 2010 | 2012 | 2013 |
| ---- | ---- | ---- |
| 452  | ↘302 | ↘281 |

## Населённые пункты
| № | Населённый пункт | Тип населённого пункта          | Население |
| - | ---------------- | ------------------------------- | --------- |
| 1 | Болтурино        | посёлок, административный центр | ↘272      |

### Упразднённые населённые пункты
Распоряжением Совета Администрации Красноярского края от 12.07.2005 № 837-р исключено село Дворец.
Законом Красноярского края от 20 марта 2014 года № 6-2191 упразднён посёлок Косой Бык.